# M/S Stena Forerunner
M/S Stena Forerunner är ett fartyg i trafik för Stena Line på linjen Harwich-Rotterdam.
Hon levererades som det sista av tre byggda ro-ro-fartyg från det kinesiska varvet Dalian Shipyard 2003 till Stena RoRo AB. Hon har sedan leveransen främst utfört charteruppdrag, men också gått på Stena Lines linjer. 
Sedan 2019 går hon på Stena Lines linje mellan Harwich och Rotterdam.  